# Колоденська сільська рада
| Колоденська сільська рада — колишній орган місцевого самоврядування у Томашпільському районі Вінницької області з адміністративним центром у с. Колоденка. Сільській раді були підпорядковані населені пункти: - с. Колоденка |

## Склад ради
Рада складалася з 12 депутатів та голови.

## Керівний склад сільської ради
| ПІБ                    | Основні відомості                                                                                | Дата обрання | Дата звільнення |
| ---------------------- | ------------------------------------------------------------------------------------------------ | ------------ | --------------- |
| Клюса Галина Василівна | Сільський голова, 1963 року народження, освіта, член Української республіканської партії «Собор» | 26.03.2006   | 31.10.2010      |
| Клюса Галина Василівна | Сільський голова, 1963 року народження, освіта середня спеціальна, позапартійна                  | 31.10.2010   |                 |

Примітка: таблиця складена за даними джерела